# Bühl (Szwajcaria)
Bühl – gmina (niem. Einwohnergemeinde) w Szwajcarii, w kantonie Berno, w regionie administracyjnym Seeland, w okręgu Seeland. 

## Demografia
W Bühl mieszkają 482 osoby. W 2020 roku 5% populacji gminy stanowiły osoby urodzone poza Szwajcarią.

## Transport
Przez teren gminy przebiega droga główna nr 235.